# Bogdanovia
Bogdanovia — вимерлий рід лопатеперих риб, який мешкав у девонський період.